# 中華民國海軍部
海軍部為中華民國國民政府於1929年4月12日成立之部級軍事機關。該單位最重要目的在重建中華民國海軍，力圖發展海權。該部設有艦政、軍事等司，歷任部長有楊樹莊及陳紹寬。1937年，該部所轄海軍軍力，幾乎在中日戰爭初期海戰中遭大日本帝國海軍擊潰。1938年1月1日，在幾乎無軍艦管轄的窘境下，該部遭裁撤，併入國民政府軍事委員會海軍總司令部。

## 编制序列
1928年12月1日，国民政府在行政院军政部之下设立海军署，任命陈绍宽为署长。海军署下置总务处与军衡、军务、舰械、教育、海政五司，实际共有官佐32人，士兵15人。1929年4月，国民政府明令将海军署扩充为海军部；6月1日，海军部正式成立，杨树庄任海军部部长兼福建省主席，陈绍宽任政务次长（次年升任海军部部长）。海军部下置总务厅与军衡、军务、舰政、军学、军械、海政六司，实际共有官佐187人、兵役129人。
- 练习舰队：练习巡洋舰应瑞、通济、靖安；
- 第一舰队：
  - 巡洋舰：平海、宁海、逸仙、海容、海筹
  - 炮舰：永健、永绩
  - 运输舰：普安、华安、定安
  - 炮艇：海鸥、海凫 ；
- 第二舰队：
  - 巡洋舰：大同、自强
  - 炮舰：楚泰、楚有、楚谦、楚观、楚同；
  - 潜水炮舰：永绥、江元、江贞；
  - 炮舰：民权、民生、咸宁；
  - 水上飞机母舰：德胜、威胜；
  - 浅水炮舰：江犀、江鲲；
- 鱼雷游击舰队：
  - 驱逐舰：建康、豫章；
  - 鱼雷艇：湖鄂、湖鹏、湖鹰、湖隼；
  - 辰、宿、列、张；
- 测量舰队：甘露、皦日、武胜、青天、庆云、景星；
- 巡防舰队：
  - 巡防舰：顺胜、义胜、公胜、诚胜、勇胜、仁胜、海鹄、海鸿、长风
- 第三舰队：1933年7月5日，南京军委会明令改组东北海军，依国家海军序列编为第三舰队。兵力有军舰13艘、飞机8架、教导团300余人、陆战队200余人，舰队司令为谢刚哲，舰队司令部设在威海卫，归北平军分会暂管。
- 第四舰队：广东海军改编。